# Pterophorus suffiata
Pterophorus suffiata is een vlinder uit de familie vedermotten (Pterophoridae). De wetenschappelijke naam van de soort is voor het eerst geldig gepubliceerd in 1963 door Yano.